# Agan
Agan (rusky Аган) je řeka v Chantymansijském autonomním okruhu v Ťumeňské oblasti v Rusku. Je 544 km dlouhá. Povodí má rozlohu 32 200 km².

## Průběh toku
Pramení na vyvýšeném bažinatém rozvodí řeky Pur a pravých přítoků Obu. Protéká střední částí Západosibiřské roviny. Ústí zleva do řeky Tromjegan poblíž jejího ústí do Obu, díky čemuž bývá někdy počítána za pravý přítok Obu.

## Vodní stav
Zdrojem vody jsou především sněhové a dešťové srážky. Průměrný roční průtok vody činí přibližně 274,65 m³/s. Zamrzá na konci října v květnu rozmrzá.

## Využití
Na řece se splavuje dřevo.
Je zde rozvinutý sportovní a rekreační rybolov, zatímco komerční rybolov zde není.